# Gaspard Dughet

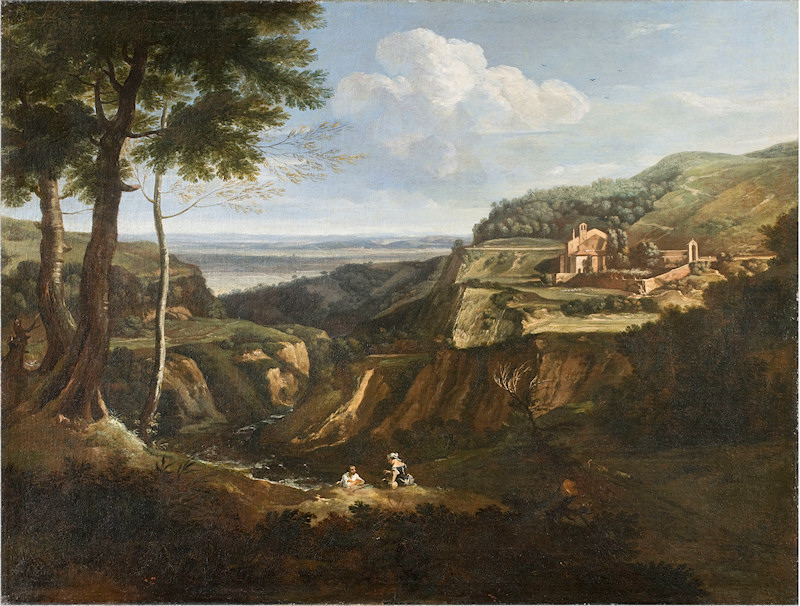
Veduta del monastero di Camaldoli presso Frascati, 1670 ca. (Fondazione Cariplo)

Gaspard Dughet (Roma, 4 giugno 1615 – Roma, 25 maggio 1675) è stato un pittore italiano di origine francese, detto anche Le Guaspre oppure Gaspard Poussin per la parentela con Nicolas Poussin.

## Biografia
Figlio di Jacques, un cuoco parigino e di Dorotea Scaruffo italiana nata a Roma, originaria di Paliano.
La sua inclinazione verso l'arte fu affermata quando la sorella maggiore, Anna, si sposò con il celebre pittore Nicolas Poussin, ed a lui venne data l'occasione di abitare per qualche anno, dal 1631 al 1635 assieme al maestro. Questo fatto, unito alla forte e decisiva influenza apportata dal maestro ha spesso indotto la critica a sottovalutare la qualità dell'opera artistica di Dughet e solamente studi storici avviati recentemente hanno rivalutato la carriera di Dughet cercando di recuperare, o meglio riscrivere, la cronologia delle opere, pressoché assente.
Intorno agli anni 1635-1637, il giovane Dughet soggiornò in varie località italiane, da Perugia, a Napoli e a Firenze, sviluppando un suo stile, parzialmente staccato da quello del maestro, come attestato dalla serie di dipinti denominati Silver Birch Master, caratterizzati dalla presenza dell'albero di betulla.
I molti anni trascorsi a contatto con la natura, la grande passione per la caccia lo instradarono verso la  pittura paesaggistica, tramite la quale espresse, talvolta, l'emozione intima del mondo con una libertà compositiva e di forme, che scavalcò le tendenze, i gusti e le atmosfere del secolo, che aveva già prodotto a Roma i vari capolavori di Poussin e di Claude Lorrain. I suoi dipinti si caratterizzarono sia per la formula del paesaggio asimmetrico diffuso a Roma da Paul Bril, sia per quello simmetrico derivato dal Domenichino.
Dopo il suo rientro a Roma, una delle prime opere ufficiali fu La predica di un eremita agli animali, di soggetto anacoretico seguita dagli affreschi presso la chiesa di San Martino ai Monti. Intensa fu la sua attività presso i palazzi delle più prestigiose casate romane, come i Pamphili, i Colonna, i Borghese.
Importanti furono i quattro paesaggi affrescati dal Dughet nel palazzo di papa Innocenzo X in piazza Navona intorno al 1650; a cui seguirono le sette immense tele, con figure dipinte da Guillaume Courtois, oggi a Palazzo Doria Pamphilj in via del Corso: sono paesaggi con Santa Maria Egiziaca, Sant'Agostino e il mistero della Trinità, Adamo ed Eva, Caino e Abele, San Giovanni Battista, San Eustachio, e Il Buon samaritano.
I documenti storici attestano solamente due lavori datati: nel 1658 e nel 1662 gli affreschi di una sala del palazzo di Valmontone, per conto di Camillo Pamphili e per quelli realizzati al palazzo Borghese, assieme a Filippo Lauri nel 1672, tre anni prima della sua morte, causata da idropisia, male di cui soffriva già da tempo.
Alcuni dei suoi lavori, come Sacrifice of Abraham, sono esposti alla National Gallery Londinese.
Lavorò assieme a Pier Francesco Mola, Francesco Cozza, e Mattia Preti a Palazzo Pamphili in Valmontone.
Dughet morì a Roma il 27 maggio 1675.

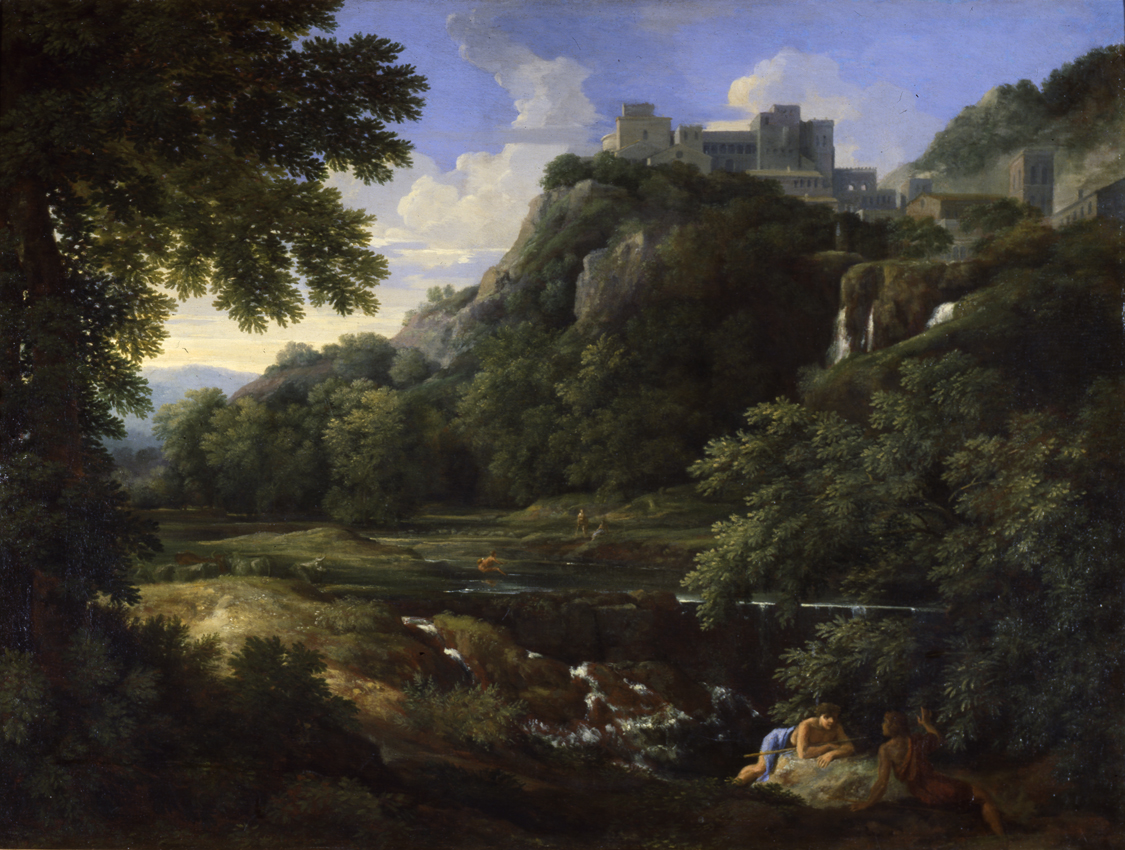
Paesaggio con rovine, Columbus Museum of Art, Columbus
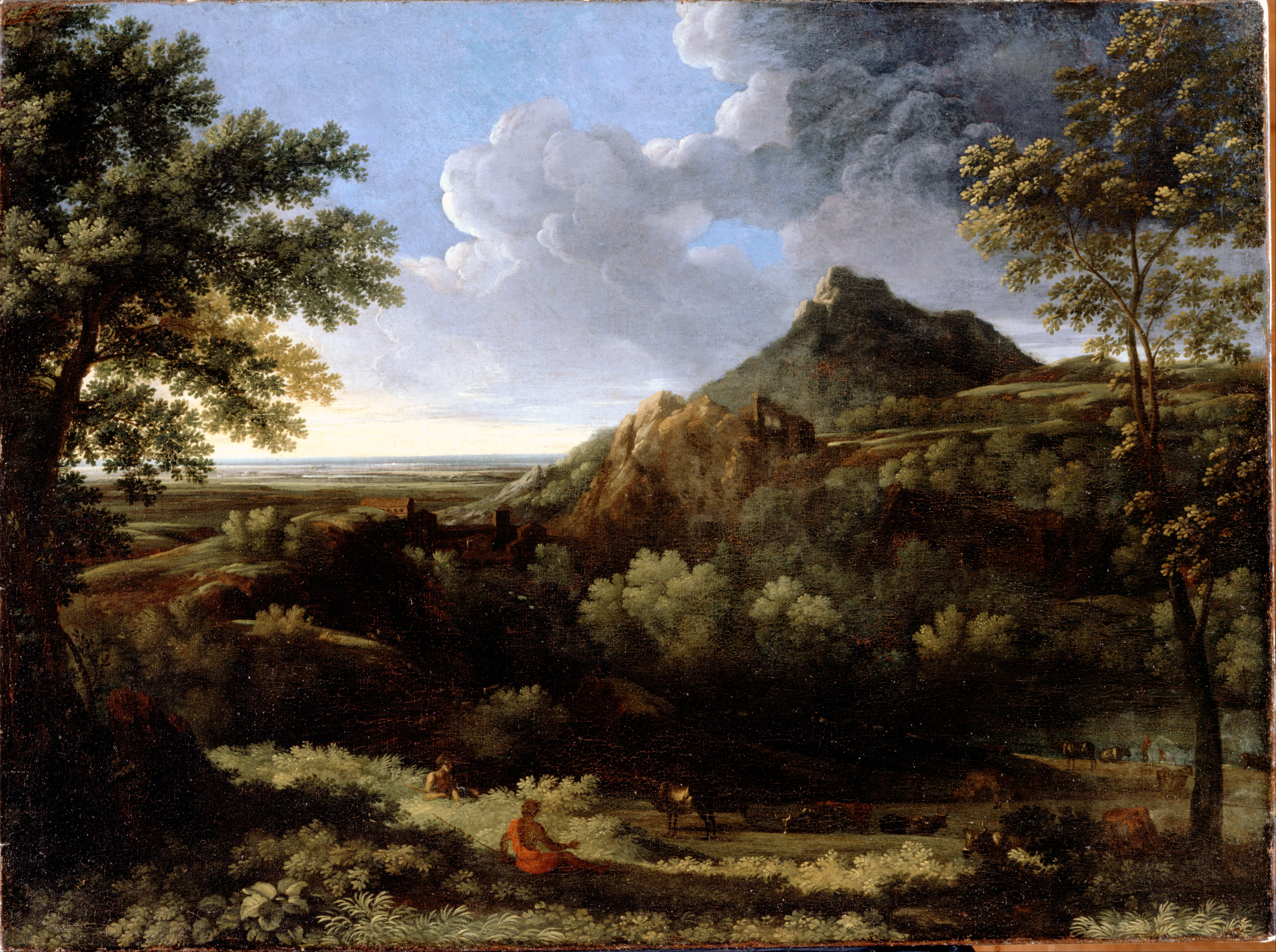
Paesaggio nella campagna romana, Dulwich Picture Gallery, Londra
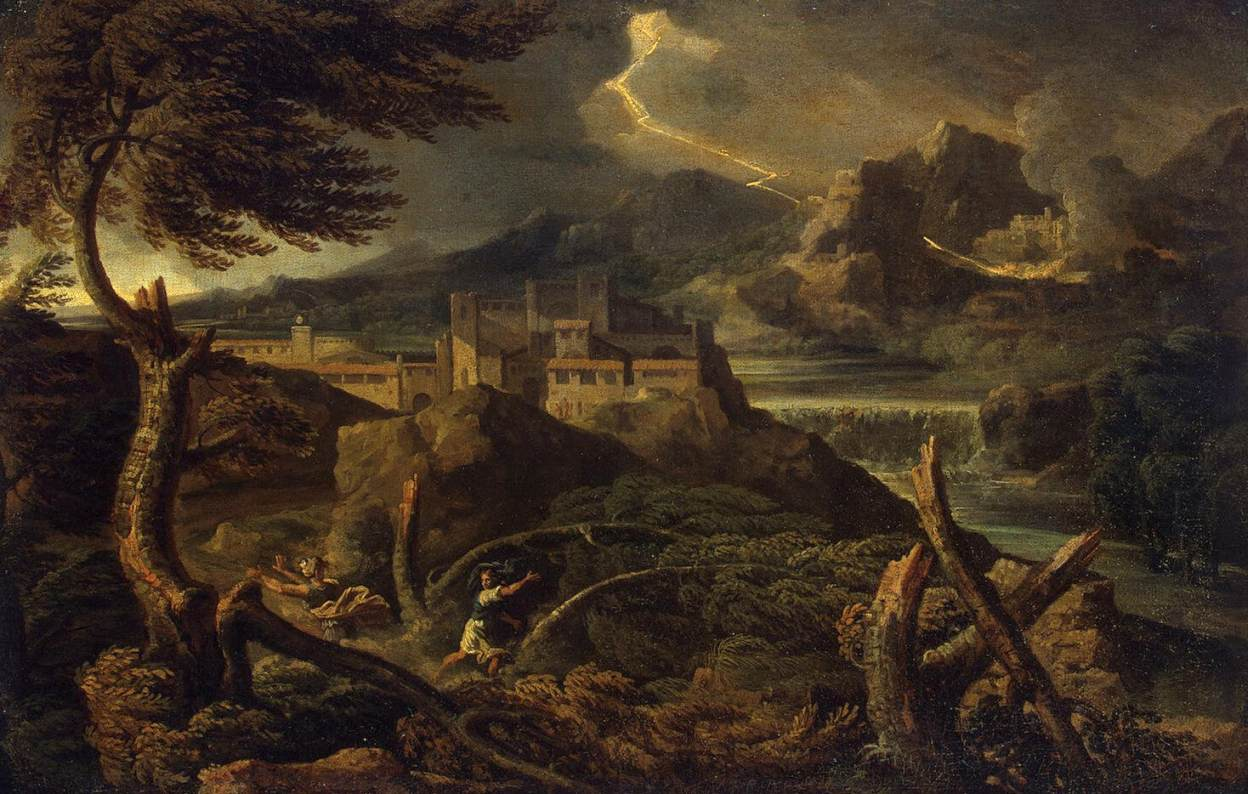
Paesaggio con fulmini, Ermitage, San Pietroburgo
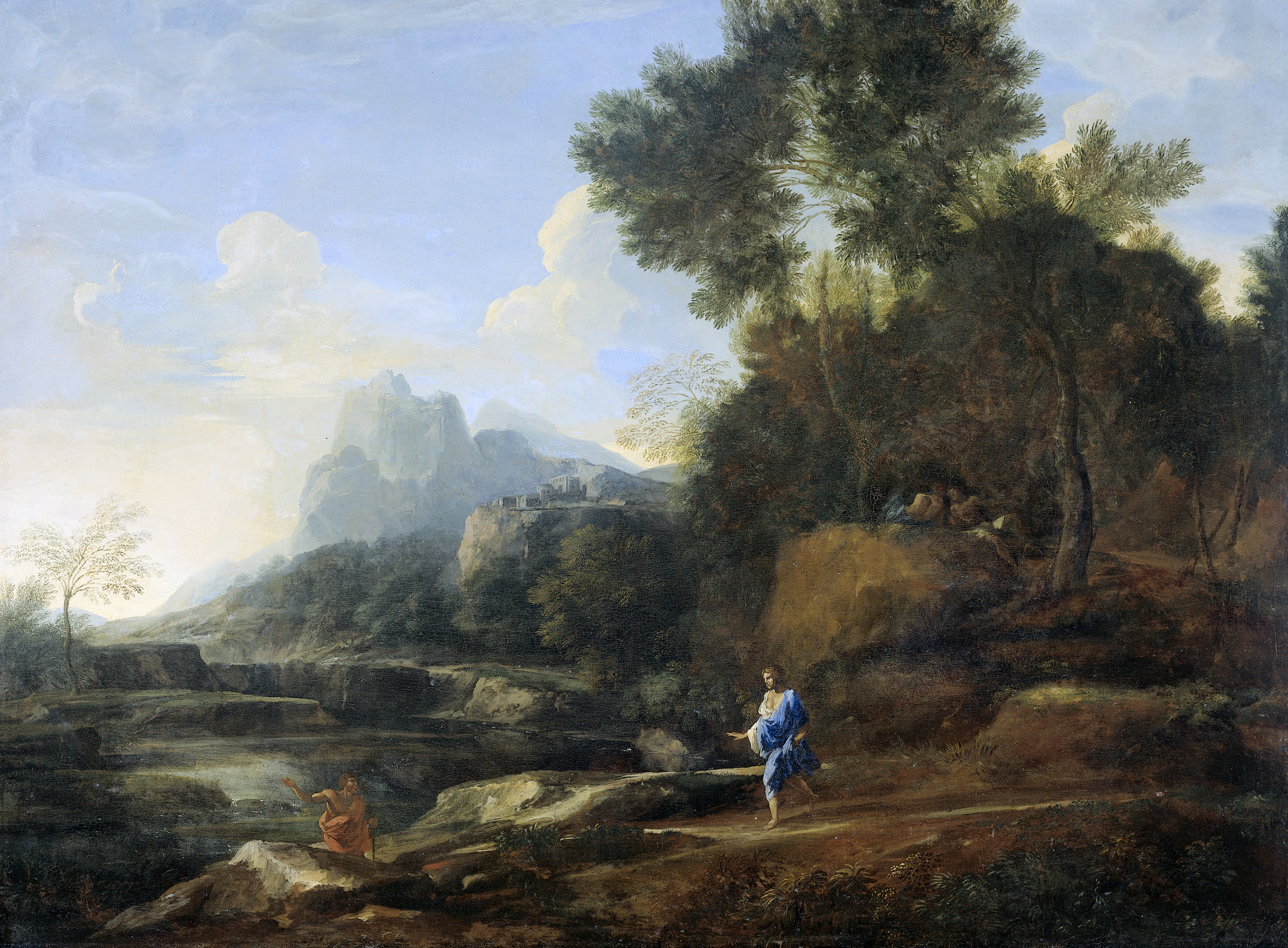
Paesaggio italiano, Rijksmuseum, Amsterdam

## Opere
- XVII secolo, Paesaggio, dipinto documentato nella raccolta di Antonio Lucchesi-Palli della galleria di Palazzo Campofranco di Palermo.[3]